# Hawes
Hawes is een civil parish in het bestuurlijke gebied Richmondshire, in het Engelse graafschap North Yorkshire met 1137 inwoners.

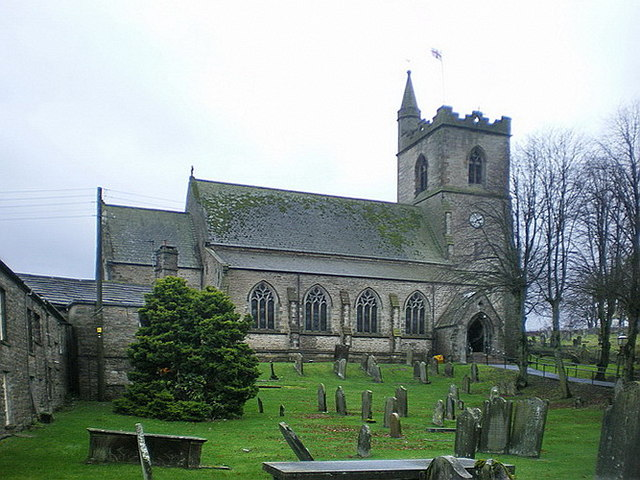
Kerk van St Margaret